# Sargen
Sargen es una variedad cultivar de ciruelo (Prunus domestica), de las denominadas ciruelas europeas.
Una variedad de ciruela criada en 1964 en el Centro de Investigación Polli Garden, Tartu, como cruce de 'Agen' x 'Zarja'.
Las frutas de tamaño mediano a grande de forma ovoide a ovoidal, ligeramente asimétrica, su epidermis con un color pardusco o violeta oscuro, recubierta de abundante pruina, fina, azulada, y pulpa de color amarilla o verdosa, textura firme, sabor medio, agridulce intenso.

## Historia
'Sargen' variedad de ciruela europea que fue obtenida en 1965 por los investigadores Arthur Jaama y Eevi Jaama en el Centro de Investigación Hortícola Polli, dependiente del "Departamento de Ciencias de la Vida" de la Universidad de Tartu, siendo el resultado del cruce efectuado de 'Agen' como "Parental Madre" x polen de la ciruela siberiana resistente al invierno 'Zarja' como "Parental Padre".
El nombre de la variedad 'Sargen' eligieron una combinación de la sílaba "sar" de 'Zarja' y la terminación "gen" de 'Agen'. Se les aconsejó a los agricultores a propagar 'Sargen' debido a su cualidad de buena resistencia a las temperaturas invernales. El reconocimiento oficial se alcanzó después de la muerte de los criadores en 2004, el sucesor Heljo Jänes formalizó los documentos y la inspección de producción vegetal, y el departamento inscribió la variedad en el registro de nuevas variedades con el n° 17.R.04. 

## Características
'Sargen' es un árbol es de crecimiento fuerte, con densidad media de copa. Es auto estéril siendo sus mejores polinizadores 'Victoria' y 'Ave'. Flor blanca, que tiene un tiempo de floración que comienza a partir del 21 de abril con el 10% de floración, para el 26 de abril tiene una floración completa (80%), y para el 3 de mayo tiene un 90% de caída de pétalos.
'Sargen' tiene una talla de tamaño medio a grande (25 a 50gr), ovoide a ovoidal, ligeramente asimétrica, su epidermis con un color pardusco o violeta oscuro, recubierta de abundante pruina, fina, azulada; sutura con línea poco visible, de color algo más oscuro que el fruto; pedúnculo de longitud mediano, fuerte, con una longitud promedio de 11.05 mm; pulpa de color amarilla o verdosa, textura firme, sabor medio, agridulce. El promedio de los tres años de análisis en el laboratorio químico de Polli fue que los frutos contienen azúcares 8,8%, ácidos 2,22% y vitamina C 9m%, apareciendo un contenido de ácido muy grande.
Hueso no adherente a semi adherente, grande, alargado, asimétrico, con el surco dorsal muy ancho y profundo, los laterales más superficiales, zona ventral poco sobresaliente, superficie rugosa.
Su tiempo de recogida de cosecha se inicia en su maduración a inicios de septiembre.

## Usos
Se usa comúnmente para elaboración de compota y puré sus usos más adecuados, pues tiene un sabor  agridulce muy intenso no apto para postre fresco en mesa.